# تریلیوم
تریلیوم (به انگلیسی: Trillium) یک سرده از ۴۰ تا ۵۰ نوع گل است که معمولاً در آمریکای شمالی و آسیا می‌روید. این گل‌ها از خانواده سوسن (یا زنبق) محسوب می‌شوند و معمولاً ۳ برگ دارند.
چیدن تریلیوم باعث آسیب شدید به این گل شده و مانع گل دادن آن در سالهای أینده می‌شود. به همین علت چیدن این گل در بسیاری از مناطق حفاظت شده ممنوع است. چیدن تریلیوم سفید در ایالت انتاریو کانادا غیرقانونی محسوب می‌شود و این گل نماد این ایالت نیز می‌باشد.

## نگارخانه

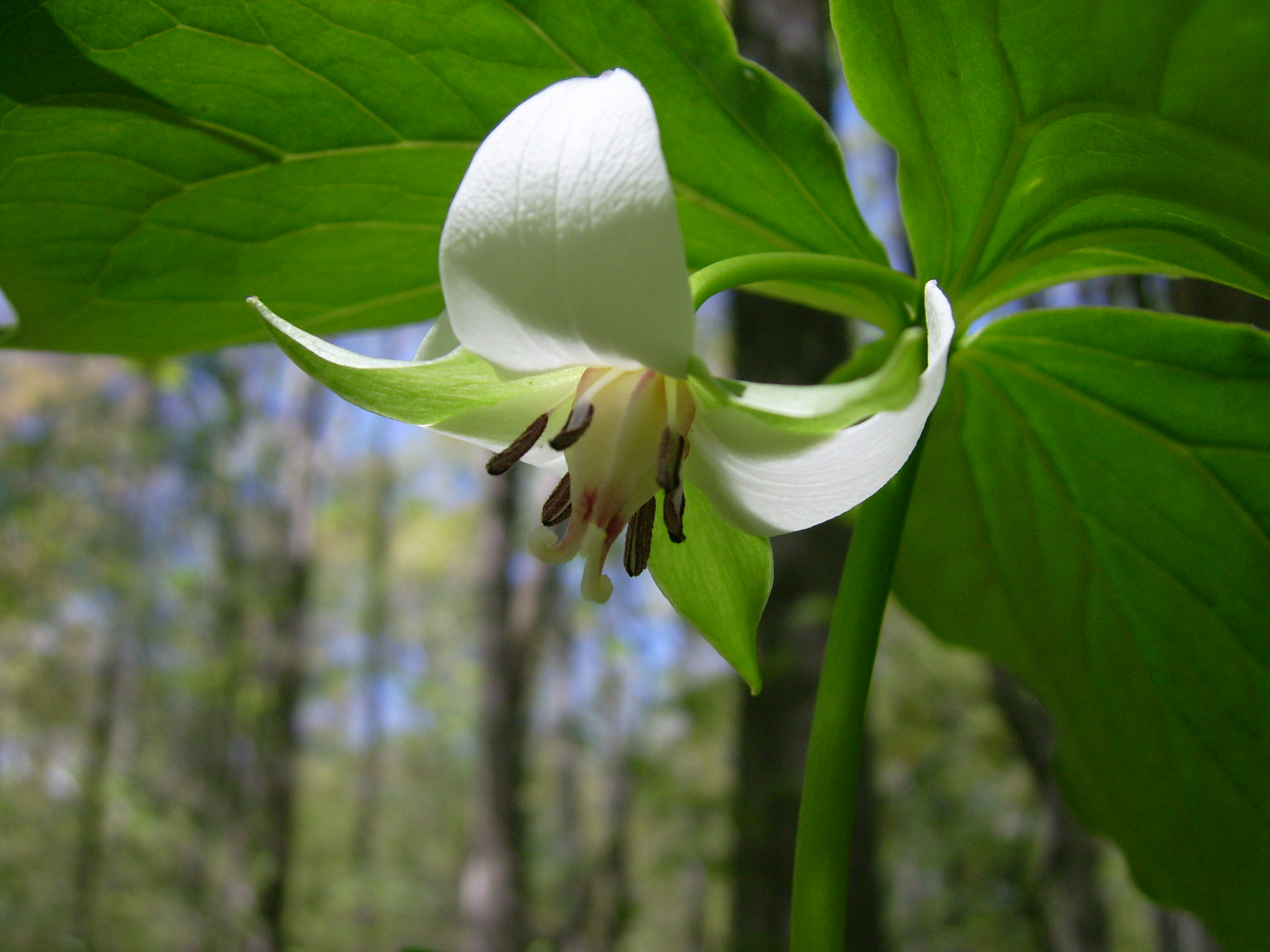
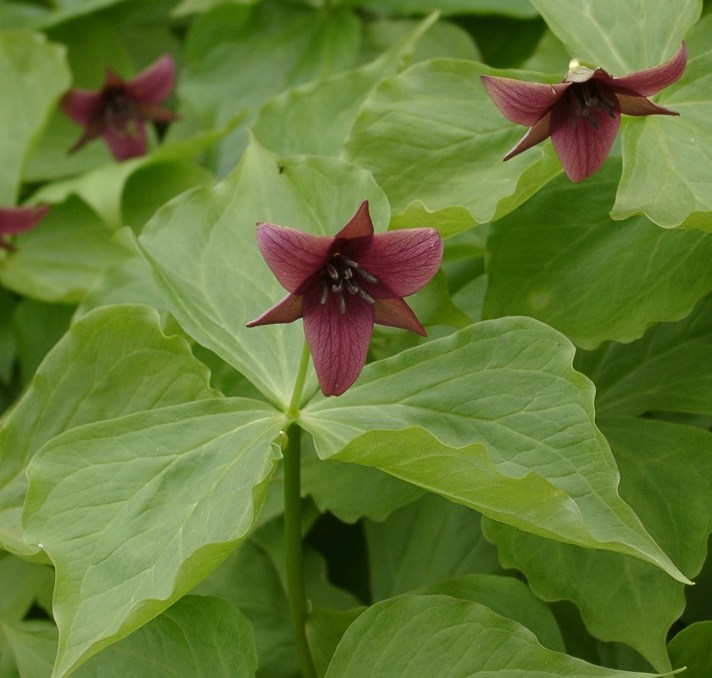
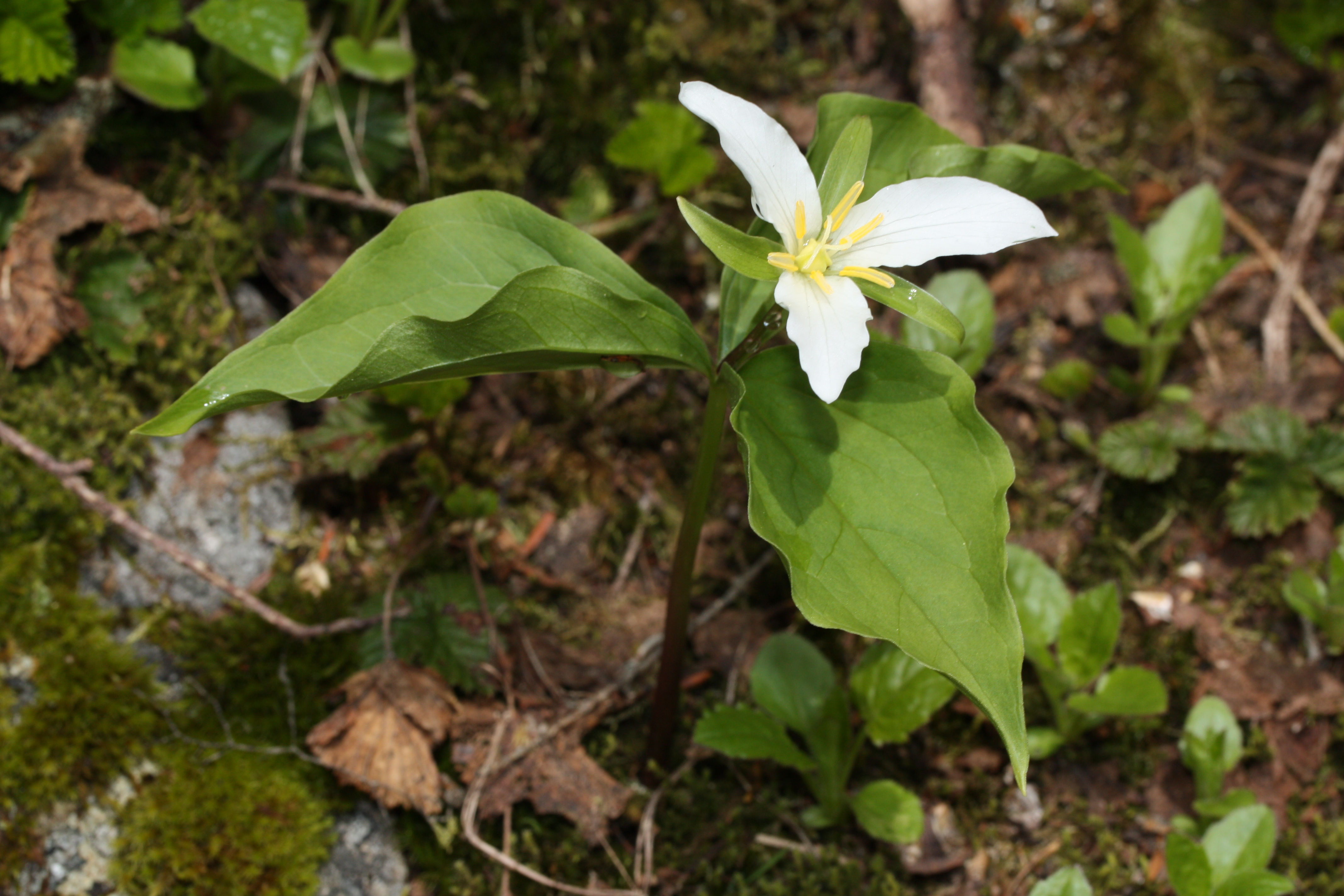
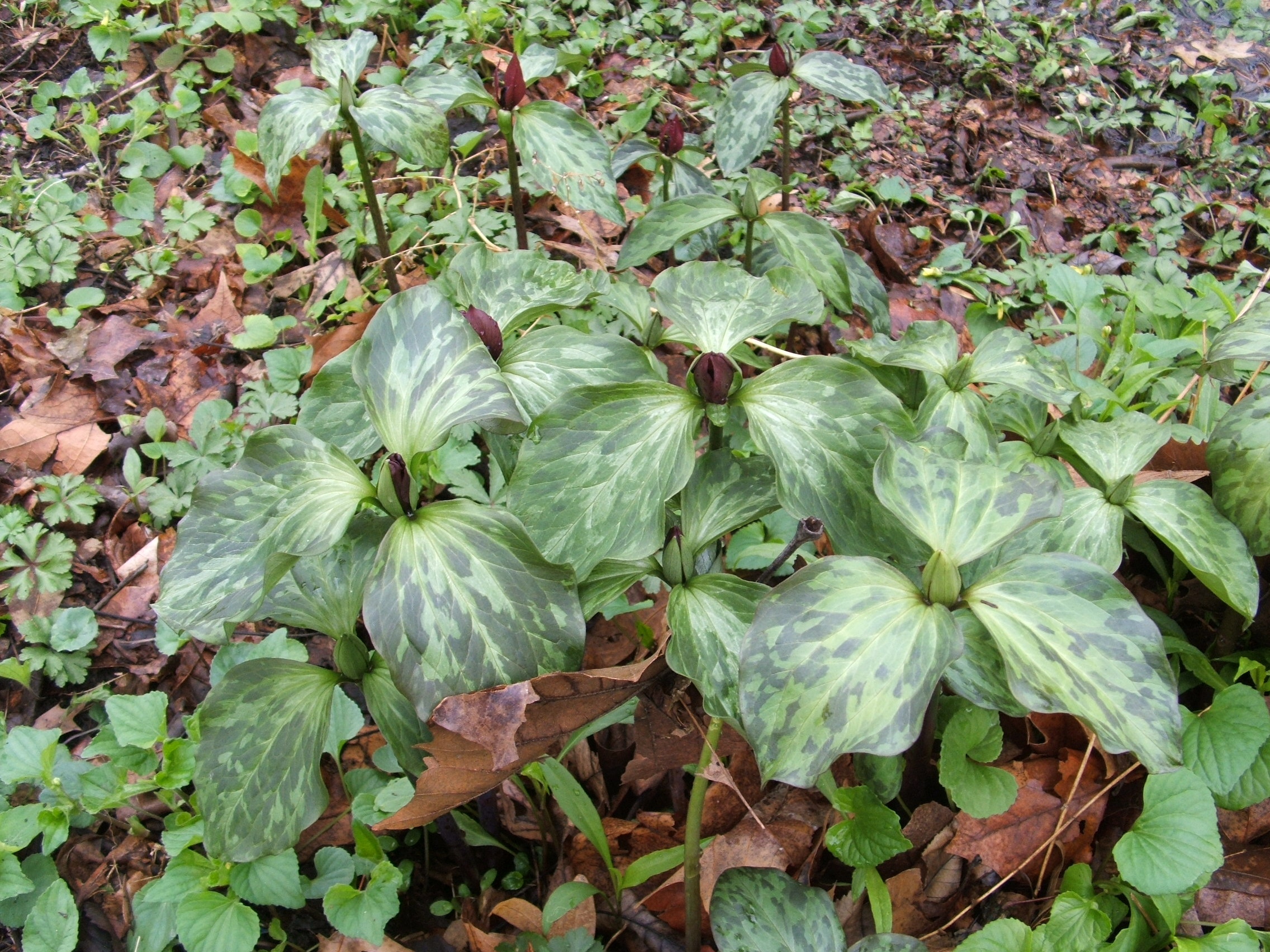
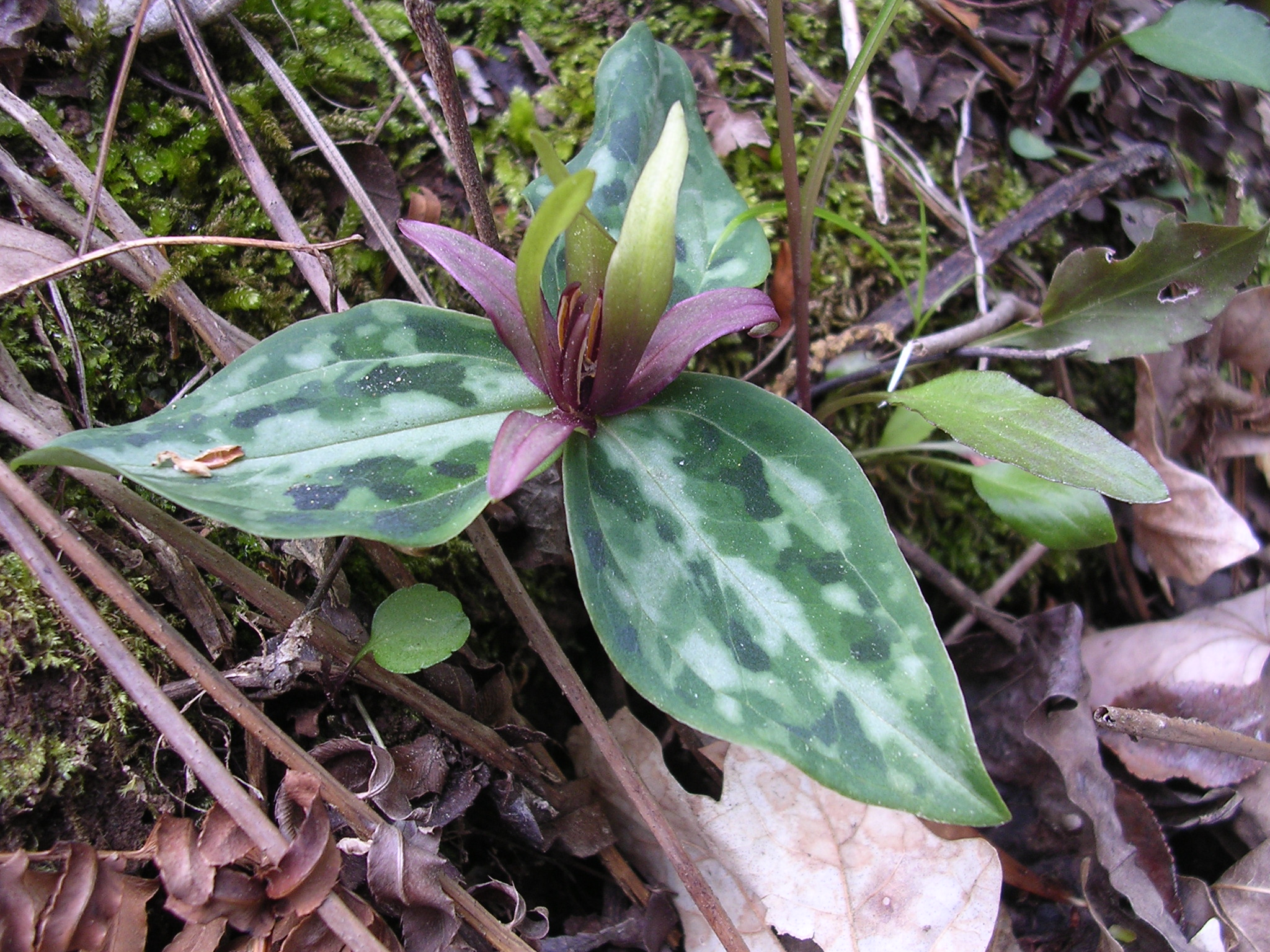
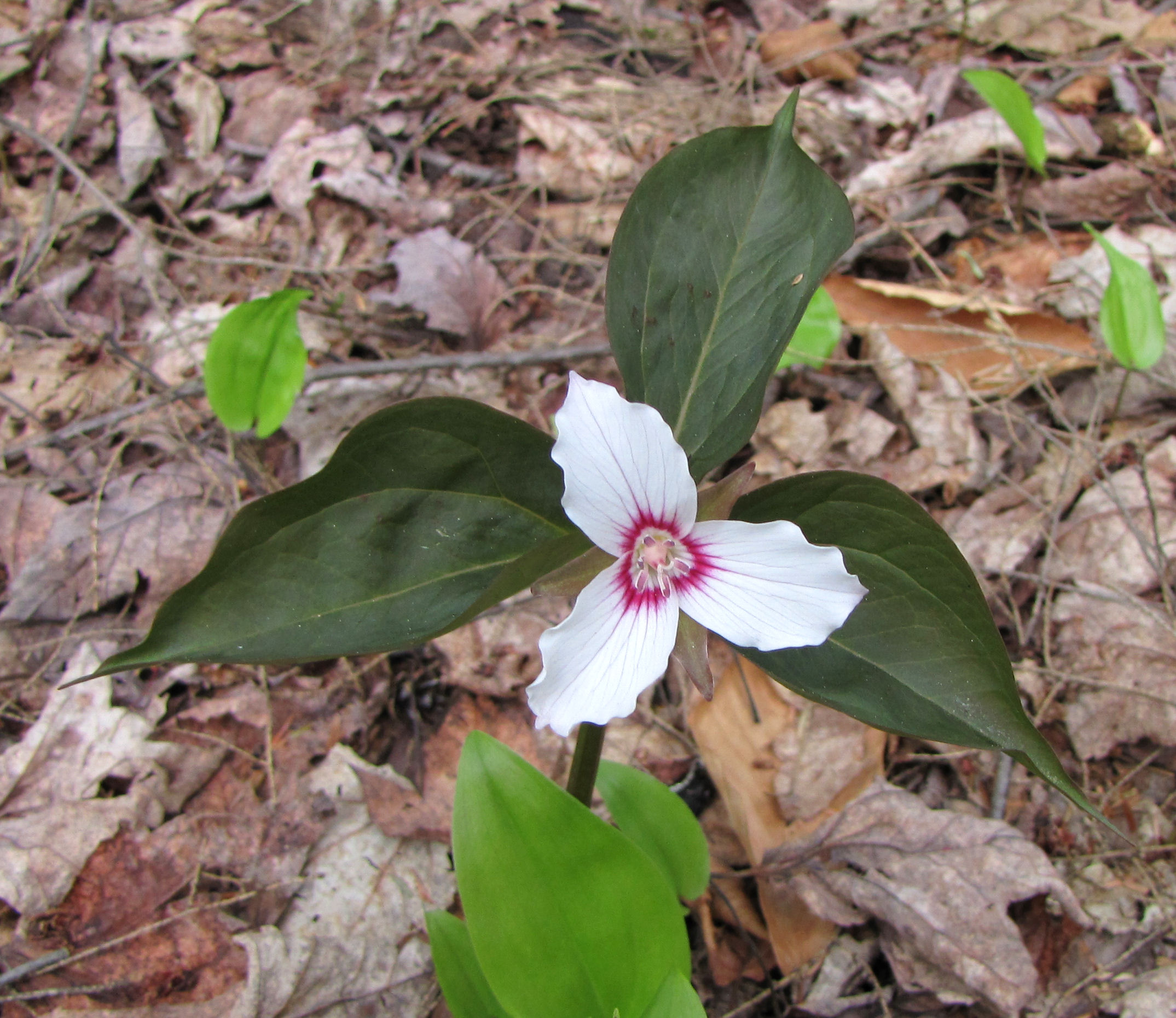